# Yoshimar Yotún

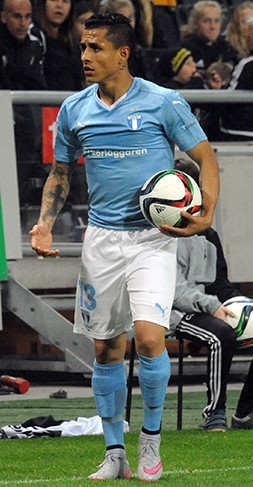
Yoshimar Yotún durante o jogo de futebol AIK-Malmö FF masculino do Fotbollsallsvenskan (2-1) na Friends Arena em Solna, Suécia, em 4 de outubro de 2015.

Víctor Yoshimar Yotún Flores, mais conhecido apenas como Yotún (El Callao, 7 de Abril de 1990), é um futebolista peruano que joga na posição de meio-campista. Atualmente defende o Sporting Cristal. Ele é um internacional absoluto com a Seleção Peruana.
Com a seleção peruana, tem como medalhas: a medalha de prata do vice-campeão conquistada na Copa América Brasil 2019 e duas medalhas de bronze nas edições Argentina 2011 e Chile 2015. É o segundo jogador com mais participações na história de sua equipe com 106 jogos e o segundo melhor assistente com 10 assistências.

## Carreira
Chegou ao Sporting Cristal (ainda na categoria de base) vindo do Circolo Sportivo Italiano. Quando subiu aos profissionais, foi emprestado ao José Gálvez de Chimbote na temporada de 2008. Em 2009 voltou ao Sporting Cristal. Seu primeiro gol na primeira divisão foi contra o José Gálvez na vitória por 1 a 0.
Em 2011, Yotún foi indicado para melhor lateral-esquerdo das Américas - Eleição do jornal uruguaio El País - mas o chileno Eugenio Mena ficou com título.

### Vasco Da Gama
Em 19 de janeiro de 2013, Yotún foi anunciado como reforço do Vasco da Gama por um ano de empréstimo, recebeu a camisa de número 6 que antes pertencia ao ídolo da equipe Felipe.

### Sporting Cristal
Após 8 anos, Yoshimar voltou ao clube de Lima.

## Seleção
Em 2011, foi convocado para a Seleção Peruana de Futebol por Sergio Markarián para disputar a Copa Kirin do Japão. Posteriormente foi incluído na lista dos convocados para a Copa América, disputada na Argentina. Desde então, foi considerado o titular indiscutível da ala esquerda da seleção peruana, fazendo parte do time que esteve perto de se classificar para a Copa do Mundo de 2014 e marcou um gol (contra a Bolívia na última data) em todo o processo de eliminação.

## Títulos
Sporting Cristal
- Campeonato Peruano: 2012, 2014

Malmö FF
- Campeonato Sueco: 2016 , 2017

Cruz Azul
- Liga Mx: Guardianes 2021
- Supercopa MX: 2019
- Leagues Cup: 2019

Seleção Peruana
- Copa Kirin: 2011

### Individuais
- Melhor lateral esquerdo do Campeonato Peruano: 2009
- MLS All-Stars: 2018
- Equipe ideal da Copa América: 2021[8]

### Campanhas de Destaque
Seleção Peruana
- Copa américa: 2019 - Vice-campeão